# Ryo Nakamura (Fußballspieler, 2002)
Ryo Nakamura (japanisch 中村 涼 Nakamura, Ryo; * 20. Juli 2002 in der Präfektur Iwate) ist ein japanischer Fußballspieler.

## Karriere
Ryo Nakamura erlernte das Fußballspielen in der Schulmannschaft der Morioka Commercial High School sowie in der Universitätsmannschaft der Sapporo University. Seinen ersten Profivertrag unterschrieb er am 1. Februar 2025 beim Fujieda MYFC. Der Verein aus Fujieda spielt in der zweiten japanischen Liga, der J2 League. Sein Zweitligadebüt gab Nakamura am 9. März 2025 (4. Spieltag) im Auswärtsspiel gegen Ventforet Kofu. Bei dem 3:3-Unentschieden wurde er in der 78. Minute für Shōta Suzuki eingewechselt. In der 90.+6' Minute schoss er sein erstes Tor zum 3:3 Endstand.